# Inter Bojarka
Inter Bojarka (ukr. Футбольний клуб «Інтер» Боярка, Futbolnyj Kłub "Inter" Bojarka) – ukraiński klub piłkarski z siedzibą w Bojarce w obwodzie kijowskim.
W latach 1993–2007 występował w ukraińskiej Przejściowej Lidze, Drugiej Lidze i Pierwszej Lidze Mistrzostw Ukrainy.

## Historia
Chronologia nazw:
- ???—???: Maszynobudiwnyk Borodzianka (ukr. «Машинобудівник» Бородянка)
- ???—1992: Zdwyż Borodzianka (ukr. «Здвиж» Бородянка)
- 1992—1994: Hart Borodzianka (ukr. «Гарт» Бородянка)
- 1994—2003: Systema-Boreks Borodzianka (ukr. «Система-Борекс» Бородянка)
- 2004: Boreks-Borysfen Borodzianka (ukr. «Борекс-Борисфен» Бородянка)
- 2004—2005: Oswita Borodzianka (ukr. «Освіта» Бородянка)
- 2005: Oswita Kijów (ukr. «Освіта» Київ)
- 2006: Bojarka-2006 Bojarka (ukr. «Боярка-2006» Боярка)
- 2006—2007: Inter Bojarka (ukr. «Інтер» Боярка)

Drużyna piłkarska Maszynobudiwnyk została założona w mieście Borodzianka.
Zespół występował w rozgrywkach Mistrzostw oraz Pucharu obwodu kijowskiego.
W roku 1993 jako zwycięzcą w swojej grupie Mistrzostw Ukrainy spośród zespołów amatorskich zdobył awans do rozgrywek na szczeblu profesjonalnym.
Klub otrzymał status profesjonalny i od sezonu 1993/94 występował w Przejściowej Lidze. Klub zajął 5. miejsce, a w następnym sezonie 6. miejsce, co dało jemu w 1995 awans do Drugiej Lihi. Klub wtedy występował pod nazwą Systema-Boreks Borodzianka
W sezonie 2001/02 klub zajął pierwsze miejsce w grupie B Drugiej Lihi i awansował do Pierwszej Lihi. W 2004 klub zmienił nazwę na Boreks-Borysfen Borodzianka, jednak taka zmiana nie uratowała od spadku do Drugiej Lihi.
Rozgrywki w Drugiej Lidze klub rozpoczął z nową nazwą Oswita Borodzianka. W następnym sezonie 2005/06 klub zmienił lokalizację na Kijów (Oswita Kijów) a w przerwie zimowej przeniósł się do Bojarki (20 km od Kijowa). Klub nazywał się najpierw Bojarka-2006 Bojarka, a od nowego sezonu Inter Bojarka. 
Po sezonie 2006/07 klub zajął spadkowe 15. miejsce i został pozbawiony statusu profesjonalnego. Klub został rozwiązany.
W tym że 2007 roku w mieście został reaktywowany nowy klub o nazwie Zenit Bojarka, który powstał na bazie zespołu Zenit Wołodarka i nie był związany z Interem.

## Sukcesy
- 15. miejsce w Pierwszej Lidze (1 x):

2002/03

## Inne
- Borysfen Boryspol